# Fausto Cornelio Sila Félix
Fausto Cornelio Sila Félix (en latín: Faustus Cornelius Sulla Felix) (22-62) fue un senador y cónsul del siglo I que estaba emparentado con la dinastía Julio-Claudia, cuya carrera se desarrolló bajo los imperios de Tiberio, Calígula, Claudio y Nerón.

## Orígenes familiares y matrimonio
Fausto Sila fue una de las figuras menos conocidas de la dinastía Julio-Claudia, la primera familia imperial de Roma. Su abuela era Antonia la Mayor, sobrina del emperador César Augusto a través de su esposo Lucio Domicio Enobarbo, cónsul en 16 a. C. Su madre fue Domicia Lépida, sobrina nieta del emperador Augusto y nieta de Octavia la Menor y Marco Antonio. Su padre fue Fausto Cornelio Sila Félix, consul suffectus en 31, descendiente del dictador romano Lucio Cornelio Sila.
Era, por su madre, medio hermano de la emperatriz Valeria Mesalina y Marco Valerio Mesala Corvino. Su tío fue Lucio Cornelio Sila Félix, cónsul ordinario en 33 y esposo de Agripina la Menor.
En 47, su tía abuela Antonia la Menor, madre del emperador Claudio, organizó su matrimonio con la hija de este, Antonia. Fruto de este matrimonio nació un único hijo, débil y enfermizo, que murió poco antes de cumplir dos años. El primer cumpleaños del hijo de Sila se había celebrado en privado.

## Carrera
Sila fue elegido cónsul en 52. Dos años después del ascenso de Nerón al trono tras la muerte de Claudio, el liberto imperial Marco Antonio Palas y el prefecto del pretorio Sexto Afranio Burro fueron acusados de conspirar para derrocar a Nerón y otorgar el trono al propio Sila. Los conspiradores fueron juzgados, aunque al parecer Sila no estaba implicado. Nerón sin embargo empezó a vigilar a Sila temiendo su conexión con la familia imperial.
En 58, otro liberto imperial acusó a Sila de conspirar para derrocar a Nerón, posiblemente a iniciativa de este último. El emperador pudo así condenar a Sila al exilio en 59, confinándolo a vivir en Marsella.
Finalmente, en 62, el prefecto del pretorio Tigelino envío a dos sicarios para que mataran a Sila, quien fue asesinado durante la cena, cinco días después de que Tigelino emitiera la orden. La cabeza de Sila fue enviada a palacio. Nerón se burló de la cabeza de Sila debido a la oscuridad de su cabello.
El historiador Tácito describe el carácter de Sila como «tímido y despreciable», alegando que no había tenido el suficiente carácter para encabezar una conspiración para derrocar a Nerón.